# 稲員稔
稲員 稔（いなかず みのる、1907年（明治40年）12月15日 - 1986年（昭和61年）11月14日）は、日本の経営者、政治家、刀剣愛好家。西川崎炭鉱、新田川炭鉱業主、上正炭鉱の社長などを務める一方で、昭和戦前から戦争中にかけて13年間福岡県田川郡川崎町長に在任した（当選3回）。昭和22年4月から昭和26年4月まで福岡県議会議員として第19代福岡県議会議長を務めた。

## 経歴
田川郡川崎町出身。直方市筑豊鉱山学校（後の福岡県立筑豊工業高等学校）の研究科を卒業。昭和12年に川崎町会議員となり、5月には川崎町長、8月には田川郡町村会長となった。昭和13年12月には父の跡を継ぎ新田川鉱業合資会社の代表社員に就任した。農業や石炭産業が活発だった川崎村の初代村長・上田清次郎は、地域活性化を目的に安真木村との合併を促進し、昭和12年4月に合併され大川崎村が誕生した。その後村政が発展したことで昭和3年8月15日に村は町制へ移行し、上田は初代町長を務めた。稲員は昭和21年4月から翌年4月まで二代目町長として活動した。昭和15年3月に稲員鑛業所西川崎炭礦所を創設した。昭和19年に三井池尻第一項を上田と提携して、共同斤先業した。昭和20年3月に田川淸凉飮料、福岡市大丸印刷、八女郡福島町山玉製紙などの重役に就任している。昭和22年4月に福岡県議会議員に当選し、6月から県議会議長に就任した。警察法改正による昭和29年の福岡県警察の発足の際に、福岡県公安委員会委員に選任された。同年7月に上田が前述の炭鉱の一部を買収したため、稲員は斤先掘契約に当たった。昭和26年4月に福岡県議会議員を辞任した。昭和32年5月に上正炭鉱が採掘終了し、12月5日に閉山。昭和30年9月19日に新田川炭坑が廃坑となり閉山した。西川崎炭鉱は昭和33年6月に採掘終了となり、昭和39年度に閉山となった。

## 炭坑
稲員鉱業西川崎坑
ひと月当たりの出炭量は833トン、年間平均は9991トン、有煙。
稲員鑛業新田川坑
ひと月当たりの出炭量は1915トン、年間平均は22986トン、有煙。
上正炭坑
社長は小松正人。ひと月当たりの出炭量は500トン、年間平均は600トン、有煙・無煙の両方がある。

## コレクション
刀剣や刀装具、工芸品などを生前集めていた稲員のコレクションの一部は、彼の子供によって平成12年度に福岡市博物館に寄託された。生前は国宝である正宗の短刀や、刀工の粟田口吉光によって製作された短刀の博多藤四郎などの重要文化財を所持していた。
重要文化財
- 短刀 博多藤四郎
- 刀 銘 繁慶 号 下條繁慶[18] - 桃山時代の作品。鎬造、三ツ棟、鍛え大板目、刃文湾れ、互の目交じり、長さ70.4センチメートル[19]。反り2.0センチメートル[20]。
- 太刀 則重 - 鎌倉時代の作品。鎬造、三ツ棟、鍛え大板目、刃文湾れ、小乱れ交じり、長さ71.3センチメートル[21]。